# Serra da Beleza
A Serra da Beleza, nome popular da Serra da Taquara, é uma serra localizada em Santa Isabel do Rio Preto, distrito da cidade de Valença, no interior do Rio de Janeiro. Trata-se de uma serra com relevo de aspecto típico, com uma paisagem que se assemelha a várias "ondas" de montanhas, já que os cumes apresentam-se de forma arredondada e em diversos níveis. A vegetação nas encostas apresenta trechos em mata virgem, de médio e alto porte, capoeirões e principalmente mata rasteira.
No ponto mais elevado da RJ 137, que é a rodovia que liga Santa Isabel do Rio Preto a Conservatória, há um ponto de apreciação da Serra. Trata-se do Mirante da Serra, que é o melhor local para se apreciar a belíssima paisagem que circunda a região.
A Serra da Beleza é muito conhecida também no universo da Ufologia, já que existem relatos de várias aparições de OVNIs no local.
Do alto da Serra da Beleza, em Santa Isabel do Rio Preto, já se avista o estado de Minas Gerais. Seu ponto mais alto é o Pico do Piris, com 1.300m, seguido do Pico do Cavalo Russo, com 1.295m.
É na Serra da Beleza que se encontra também o Quilombo São José da Serra,  a comunidade quilombola mais antiga do estado do Rio, com uma área de 476 hectares. Ela abriga cerca de 200 descendentes de escravos, que vieram da região do Congo, Guiné e Angola e que preservam o jongo, ritmo considerado pai do samba.

## Ponto de Avistamento de OVNIs
Segundo pesquisadores de Ufologia, a região detém a maior concentração de areia monazítica do mundo, um tipo de areia com elemento radioativo, e devido a essa energia radioativa a Serra da Beleza se tornaria uma espécie de portal para pouso de discos voadores que dizem se abastecer dessa energia.
Devido a vários relatos sobre avistamento de OVNIs no local, a Serra da Beleza se tornou um local de sérias pesquisas, atraindo aficcionados em fenômenos extraterrestres. Em decorrência desses estudos, a Serra foi citada, várias vezes, em revistas, jornais e até um especial do Canal History. O local é inclusive tema do chamado “Palco UFO”, que é o mais detalhado e duradouro projeto de investigação ufologica cívil que se tem conhecimento em todo o mundo, que vem sendo realizado pelo ufólogo Marco Antonio Petit desde 1982.
Um dos mais famosos relatos de avistamentos ficou conhecido como A lenda da Mãe do Ouro, que foi como os quilombolas se referiram a uma bola de fogo que apareceu atrás de uma pedra no horizonte e em outros pontos do quilombo.